# Barranc del Villaró
El Barranc del Villaró és un torrent del Solsonès afluent per la dreta del Barranc d'Arceda. La seva capçalera està formada per un reguitzell de recs que recullen les pluges de la plana que s'obre entre els turons del Villaró i del Serrat Alt, a l'extrem occidental del terme municipal d'Olius, municipi per l'interior del qual fa tot el seu curs diregint-se cap a les 8 del rellotge.

## Xarxa hidrogràfica
La xarxa hidrogràfica del Barranc del Villaró, que també transcorre íntegrament pel terme d'Olius, està integrada per dotze cursos fluvials la longitud total dels quals suma 5.556 m.